# Heliconia colgantea
Heliconia colgantea ist eine Pflanzenart aus der Familie der Helikoniengewächse (Heliconiaceae). Sie ist im südlichen Mittelamerika heimisch.

## Beschreibung
Heliconia colgantea ist eine immergrüne, mehrjährige, krautige Pflanze, vegetativ ähnlich einer Bananenpflanze und mit einer Wuchshöhe von 2 bis 3,5 Meter. Je Spross finden sich sechs grüne Blätter, das jeweils längste ist dabei bis zu 140 Zentimeter lang und 20 Zentimeter breit.
Die bis zu 70 Zentimeter langen Blütenstände hängen herab, je Blütenstand finden sich sieben bis elf spiralförmig angeordnete, rosa bis rosarote Tragblätter, das jeweils mittlere ist außen von dunklem Pink am Ansatz, hell am äußersten Ende und schwach behaart.
Jeder Wickel besteht aus 15 bis 20 Blüten, die Blütenhülle ist gelb und behaart, die Früchte schwach behaart.

## Verbreitung
Heliconia colgantea ist beheimatet in Costa Rica und Panama.

## Systematik und Botanische Geschichte
Die Art wurde 1979 von Gilbert S. Daniels und dem Ornithologen F. Gary Stiles erstbeschrieben.